# Jaworzyna (861 m)
Jaworzyna (861 m) – szczyt w Beskidzie Małym. Znajduje się w grzbiecie oddzielającym dolinę Kocierzanki od doliny Isepnicy, pomiędzy Kościelcem a Przełęczą Cisową. Jest całkowicie porośnięty lasem. Dawniej w okolicach szczytu były wielkie hale o nazwie Wielkie Pole, obecnie jednak zarosły już lasem. Na jednym z buków na szczycie Jaworzyny znajduje się trójkątna kapliczka św. Rodziny i św. Michała. Przez szczyt Jaworzyny prowadzi szlak turystyczny.
Szczyt Jaworzyny stanowi najwyższy punkt miasta Żywiec. Na szczycie tym graniczą z sobą Oczków (dzielnica Żywca), Tresna i Międzybrodzie Żywieckie (wszystkie w województwie śląskim, w powiecie żywieckim)
Szlaki turystyczne
 Tresna – Kościelec – Jaworzyna – Przełęcz Cisowa – Maleckie – Szeroka Przełęcz (Przysłop Cisowy). Czas przejścia: 3 h, ↓ 2:10 h